# Colnect
Colnect  je mrežna stranica koja sadrži wiki kataloge kolekcionarskih predmeta. Omogućava kolekcionarima uređivanje osobnih zbirki uporabom tih kataloga, te automatski uspoređujući njihove popise za razmjenu/popise želja s onima drugih kolekcionara.
Colnectov katalog telefonskih kartica je najveći na svijetu.

## Povijest
Colnect je pokrenut 2002. kao Islands Phonecards Database s ciljem stvaranja kataloga svih telefonskih kartica. U jesen 2008. uz telefonske kartice dodane su još i poštanske marke i kovanice. U međuvremenu, stranica je narasla na 25 kategorija kolekcionarskih predmeta. Ovdje je pregled postojećih kategorija:
| predmet                 | dodan          | broj predmeta | poveznica na katalog            |
| ----------------------- | -------------- | ------------- | ------------------------------- |
| telefonske kartice      | travanj 2002.  | 427 090       | Katalog telefonskih kartica     |
| poštanske marke         | rujan 2008.    | 342 030       | Katalog poštanskih maraka       |
| kovanice                | rujan 2008.    | 34 770        | Katalog kovanica                |
| novčanice               | svibanj 2009.  | 44 350        | Katalog novčanica               |
| čepovi boca             | svibanj 2009.  | 17 380        | Katalog čepova boca             |
| čajne vrećice           | kolovoz 2009.  | 40 840        | Katalog čajnih vrećica          |
| bankovne kartice        | studeni 2009.  | 8530          | Katalog bankovnih kartica       |
| prijevozne karte        | studeni 2009.  | 12 930        | Katalog prijevoznih karata      |
| hotelske ključ–kartice  | studeni 2009.  | 31 620        | Katalog hotelskih ključ kartica |
| razglednice             | prosinac 2009. | 23 880        | Katalog kartica                 |
| darovne kartice         | lipanj 2010.   | 35 380        | Katalog poklon kartica          |
| kockarske kartice       | lipanj 2010.   | 820           | Katalog kazino kartica          |
| pivski podmetači        | siječanj 2011. | 22 630        | Katalog pivskih podmetača       |
| žetoni                  | lipanj 2012.   | 2260          | Katalog žetona                  |
| razmjena igraćih karata | srpanj 2012.   | 36 760        | Katalog razmjena igraćih karata |
| paketići šećera         | srpanj 2012.   | 9640          | Katalog paketića sećera         |
| setovi Lega             | kolovoz 2012.  | 4750          | Katalog-vih LEGO setova         |
| naljepnice              | kolovoz 2012.  | 33 480        | Katalog naljepnica              |
| džepni kalendari        | listopad 2012. | 7240          | Katalog džepnih kalendara       |
| videoigre               | prosinac 2012. | 2700          | Katalog videoigara              |
| funkcionalne kartice    | siječanj 2013. | 230           | Katalog funkcionalnih kartica   |
| etikete s napitaka      | veljača 2013.  | 980           | Katalog etiketa s napitaka      |
| medalje                 | ožujak 2013.   | 650           | Katalog medalja                 |
| čajne etikete           | travanj 2013.  | 310           | Katalog čajnih etiketa          |
| srećke                  | svibanj 2013.  | 660           | Katalog srećki                  |

## Odlike
Kataloge na Colnectu stvaraju sami korisnici stranice. Nove predmete dodaju suradnici nakon što ih odobre urednici volonteri. Iako svaki kolekcionar može komentirati predmete u katalogu, stvarne promjene obavljaju provjereni urednici. Podatke navedene u katalozima mogu vidjeti svi korisnici (datum izdanja, naklada, slike, itd.). Registrirani korisnici imaju mogućnost uređivati svoje zbirke na način da, dok navigiraju kroz kataloge, pojedine predmete označe u svojoj zbirci, popisu za razmjenu ili popisu želja. Registrirani korisnici također mogu svoje popise za razmjenu i popise želja uspoređivati s onima drugih članova. Članovi mogu platiti za Premium članstvo koje pruža dodatne mogućnosti. Suradnici ga dobivaju besplatno. Premium članovi mogu skidati bilo koji popis i otvarati ju kao radni dokument.

## Statistika
Stranicu koriste kolekcionari iz 128 država.
Stotine njih volonterski pomažu na stranici, uključujući prevoditelje koji prevode Colnect na 62 jezika.

## Nagrade
Colnect je 25. travnja 2009. proglašen za pobjednika »European Startup 2.0 competition« između 200 natjecateljskih tvrtki

## Vanjske poveznice
- Colnect na hrvatskom
- Blog